# Les Petites Tounes

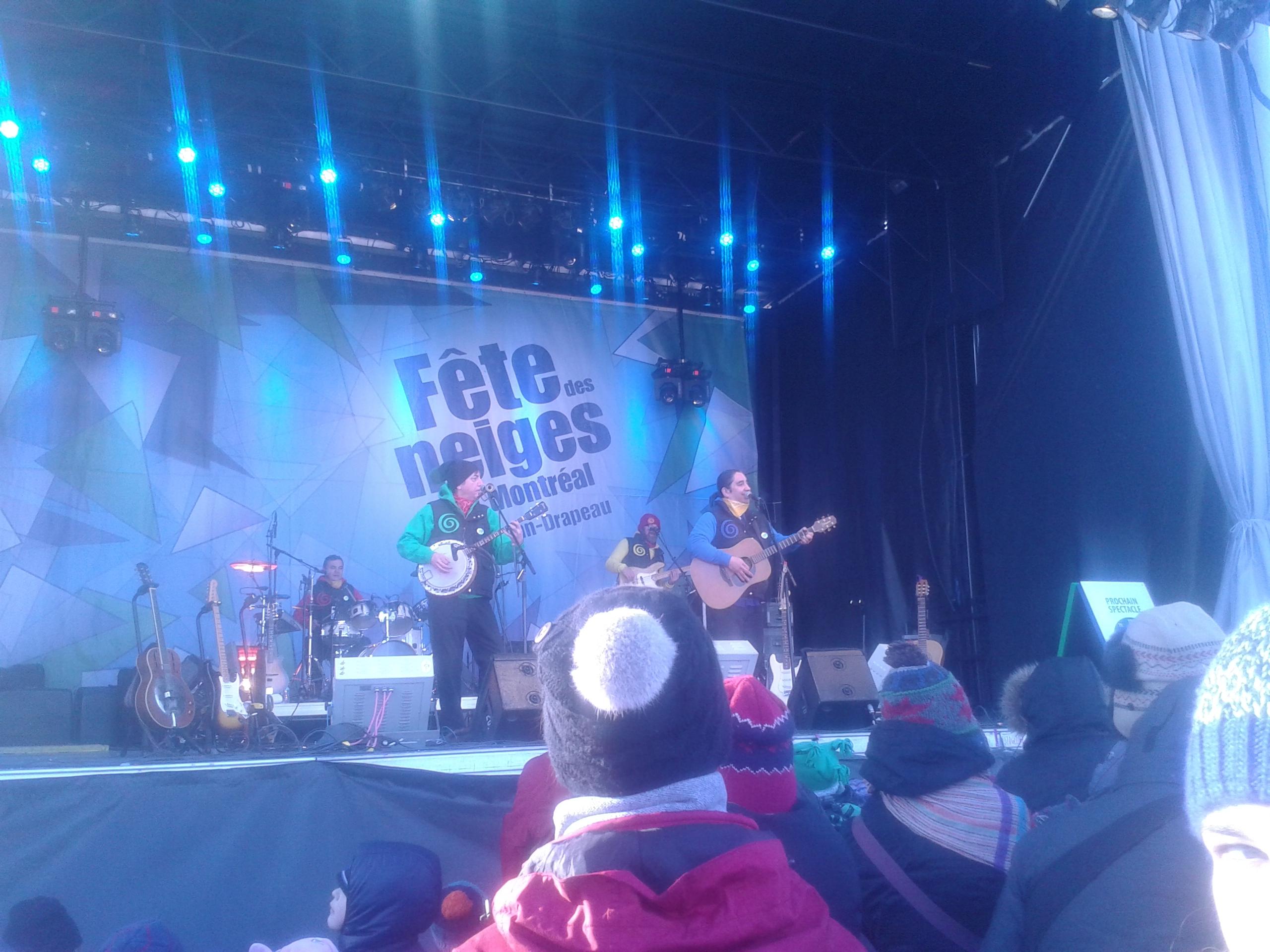
Spectacle Les Petites Tounes dans les Fêtes des neiges
Montréal 2015...

Les Petites Tounes est un groupe de musique québécois pour enfants qui a vu le jour en 1996 lorsque deux aides-éducateurs ont uni leurs talents de musiciens et leurs connaissances de la petite enfance, pour créer un premier album de chansons sur lequel on retrouve la célèbre comptine Prout-prout-prout que je t'aime....

## Composition du groupe
- Claude Samson : voix, guitare, mandoline, banjo, accordéon, harmonica, gazou, basse ;
- Carlos Vergara : voix, guitare ;Charango ;
- Martin Saucier : batterie, voix ;
- Éric Bégin : basse, voix, gazou, accordéon ;
- (ancien membre) Rodolphe Fortier : basse, harmonica, flûte, machine à son, gazou.

## Discographie
- Le Grand monde des petites tounes (2002),
- Les Légendes (2004),
- Dans le sous-sol (2006),
- Au grand galop ! (2010),
- En concert dans le sous-sol (DVD, 2007),
- Les 4 saisons (2014),
- Dans l'univers (2018).
- Faut toujours faire comme les grands (2022).